# توني بيتس (شخصية أعمال)
توني بيتس (بالإنجليزية: Tony Bates)‏ هو شخصية أعمال بريطاني، ولد في 29 أبريل 1967 في هاونزلو في المملكة المتحدة.

## وصلات خارجية
- توني بيتس على موقع مونزينجر (الألمانية)